# Тбіліська телевежа
Тбіліська телевежа (груз. თბილისის ტელეანძა) — багатоцільова вежа в Тбілісі, Грузія, використовувана для телерадіомовлення і розміщення антен стільникового зв'язку.

## Опис
Вежа побудована в 1972 році замість старої телевежі. Відноситься до відання грузинського телецентру, створеного в 1955 році. Являє собою окремо стоїть на природному підвищенні (гора Мтацмінда) споруда. Володіє незвичайною формою-основний стовбур вежі разом з двома «підпорами» утворює в проєкції трикутник. Висота вежі становить 274,5 метра над поверхнею гори. Висота від рівня моря — 719,2 метра. Зараз вона знаходиться на території парку «Мтацмінда».

## Зображення

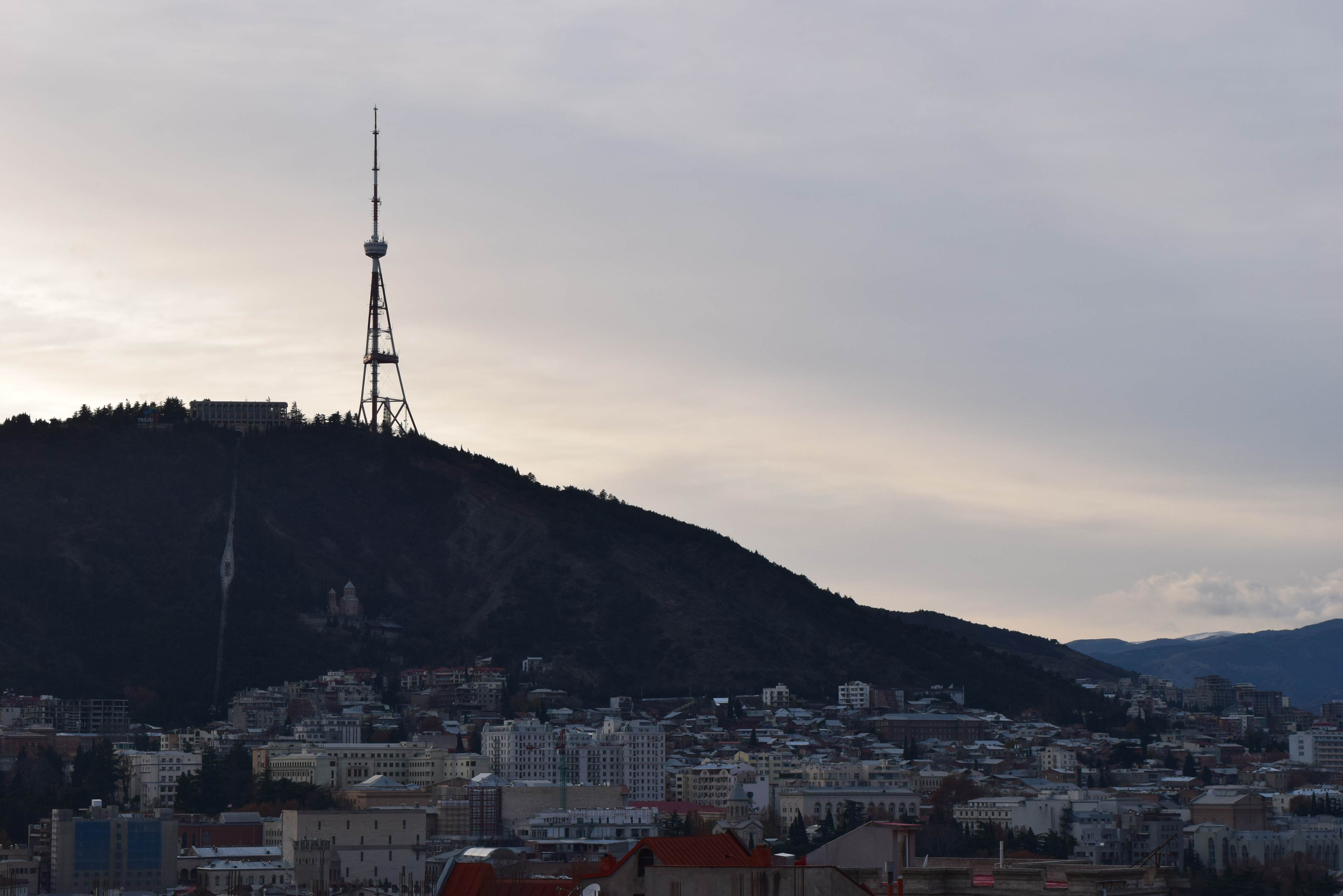
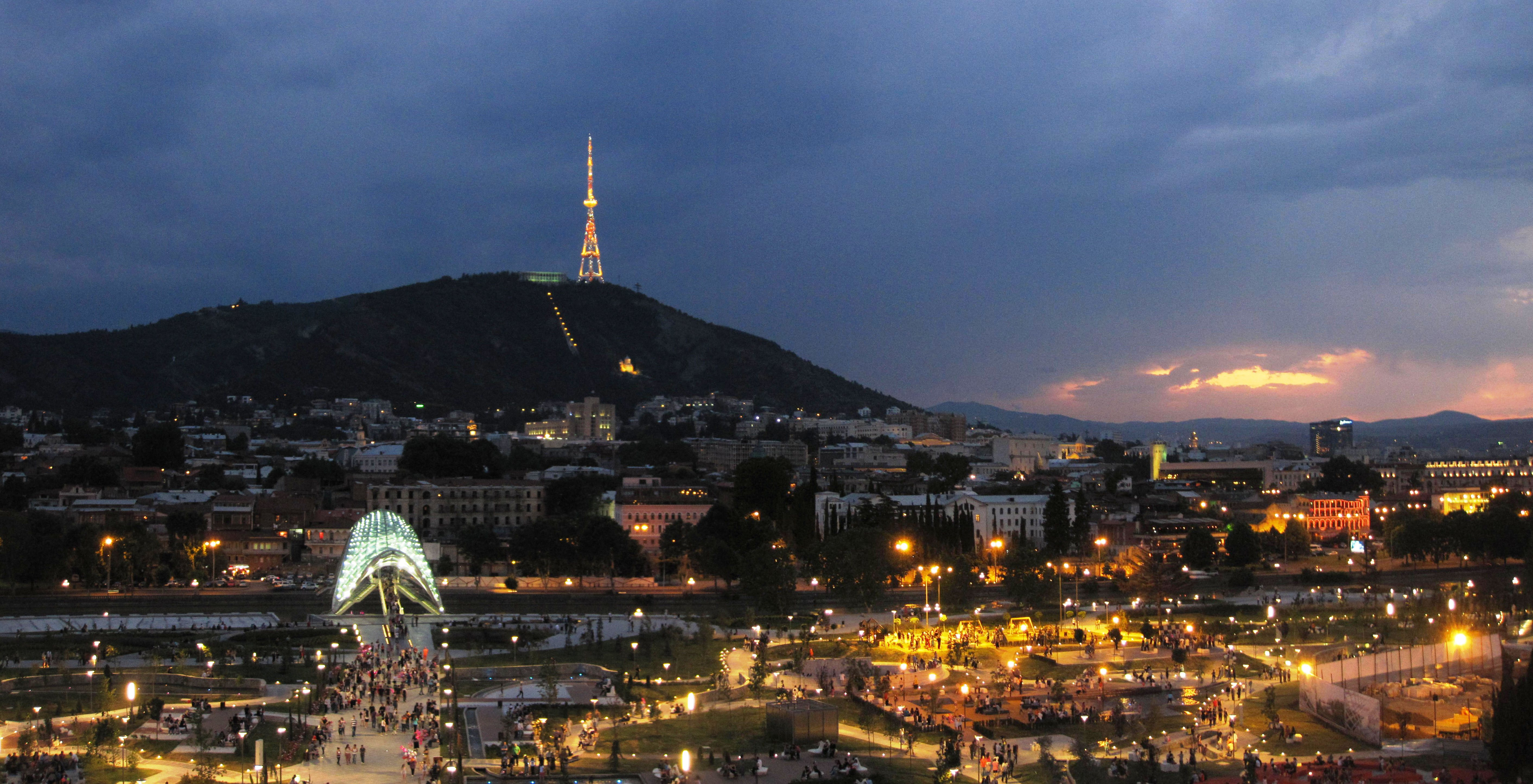